# Гексаметилентрипероксиддіамін
Гексаметилентрипероксиддиамін, ГМТД— ініціююча вибухова речовина. Формула N—(CH2—O—O—CH2)3—N. Скорочена назва: ГМТД. Може бути як в формі порошку так і в формі колоїду. 

## Структура
Молекула ГМТД складається з двох N (CH2−)3 з’єднані трьома перекисними містками (−O − O−). Зв'язки навколо атома Нітрогену лежать в одній площині, а кути між ними дорівнюють 120°. Ймовірно, це пов’язано з ефектом притягування електронів атомів кисню, що спричиняє дефіцит електронів на атомах азоту, що призводить до планарної sp²-гібридизації (замість амінної sp³-гібридизації). Це підтверджує вкорочення зв’язків N − C від 1,44 Å в аналогічних макроциклічних амінах до приблизно 1,42 Å у ГМТД

## Переваги і недоліки
Переваги: 
- Простота виготовлення
- Доступність матеріалів,
- Швидша детонації порівняно з триперекисом ацетону.

Недоліки:
- Нестійка сполука. Розкладається під дією часу.
- Речовина несумісна з металом [3]

## Фізико-хімічні властивості
ГМТД є білими ромбічними кристалами, що погано розчиняються у воді, спирті, ацетоні, та інших розчинниках. Сильно кородує метали, особливо у вологому стані. Сірчана кислота та бром викликають детонацію. Слаболетюча (0,5 % за добу при 60 °С).
Не гігроскопічна, до світла не чутлива, викликає чихання. На світлі не розкладається. Під час зберігання на відкритому повітрі може поступово розкладатися з появою запаху формаліну, в зв'язку з чим не рекомендуєтся зберігати більше ніж 2-3 місяці. Густина насипна 0,66 г /см³, густина монокристала — 1,3 г/см³. 
| Розчинник (100 г)      | Розчинність у % |
| ---------------------- | --------------- |
| Вода                   | 0,1             |
| Абсолютний спирт       | <0,01           |
| Ефір                   | 0,017           |
| Сіровуглець            | <0,01           |
| Тетрахлорметан         | 0,013           |
| Оцтова кислота крижана | 0,14            |
| Хлороформ              | 0,64            |
| Ацетон                 | 0,33            |

Як було сказано вище, ГМТД сильно корродує метали, в таблиці нижче показана втрата маси металу в г/м³ за 40 днів за кімнатної температури у вологому вигляді. 
| Метал    | Втрата у вазі |
| -------- | ------------- |
| Алюміній | 10            |
| Олово    | 18            |
| Цинк     | 37            |
| Латунь   | 105           |
| Мідь     | 122           |
| Свинець  | 405           |
| Залізно  | 180           |

## Вибухові властивості

Тонкий шар ГМТД можна спалити на руці без шкоди руці

Легко чутливий до вогню, чутливий до нагріваня та тертя, чутливість до удару дещо менша, ніж у гримучої ртуті. При підпалі на відкритому повітрі, не пресований, він згоряє миттєвим хлопком зі спалахом, але коли його навіть трохи спресувати у паперовій трубці та підпалити — він детонує.
Швидкість детонації 4560 м/с при 0,88 г/см³ і 5100 м/с при 1,1 г/см³. За бризантністю значно перевершує гримучу ртуть. ГМТД не перепресовуєтся. Працездатність (розширення бомби Трауцля) 340 мл (тротил — 285 мл). Використовується як детонатор. Ініціююча здатність більша ніж у гримучої ртуті, але менша ніж у азида свинцю.
Великі кристали вибухають при пресуванні і дуже небезпечні у використанні, тому крупнокристалічний ГМТД непридатний для спорядження капсулів-детонаторів, так як при пресуванні при 200 кгс/см², а особливо при 500 кгс/см² дає вибух. Дуже чутливий до променя вогню та іскри. Детонує від розпеченої до красна платинової тяги. Від променя вогню ГМТД детонує навіть у вологому вигляді.

Якщо підпалити ГМТД на відкритому повітрі в непресованому вигляді, то ГМТД згорає з негайним хлопком. Якщо запресувати ГМТД в паперову трубку, то ГМТД детонує зі швидкістю 4560-5100 м\с. 
| Температура і час | 2    | 8     | 24    | 48     |
| ----------------- | ---- | ----- | ----- | ------ |
| 60°               | 0,10 | 0,35  | 0,50  | 0,50*  |
| 75°               | 0,25 | 0,60  | 1,30  | 2,25** |
| 100°              | 3,25 | 29,60 | 67,95 | ---    |

*ніяких ознак розпаду

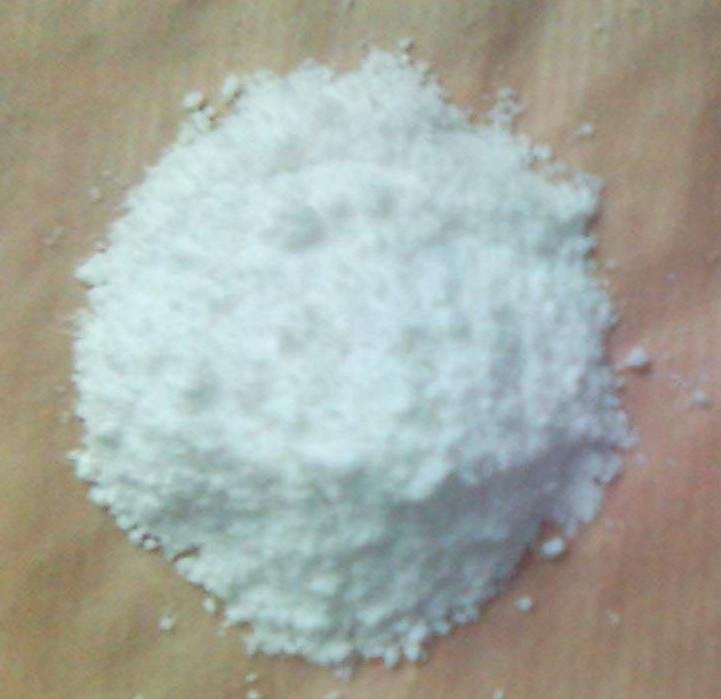
ГМТД в натурі

**речовина намокає і злегка зіщулюється; бризантність по пісочній пробі змінюється (до нагрівання 23,7; після нагрівання 22,2).
Слід зауважити, що в суміші з гексогеном, тетрилом, ТЕНом, пікриновою кислотою при 50 °С спад у вазі не прискорюється, а ось у суміші з тротилом і бертолетовою сіллю прискорюється вдвічі порівняно з нагріванням чистої речовини.
| Висота падіння вантажу в см | % вибуху наважки | % вибуху наважки |
| --------------------------- | ---------------- | ---------------- |
| Висота падіння вантажу в см | Сухий            | Вологий          |
| 60                          | 15               | 5                |
| 70                          | 25               | 30               |
| 75                          | 50               | 35               |

Таблиця нижче демонструє порівняння чутливості ГМТД до удару щодо деяких інших ініціюючих вибухових речовин.
| Речовина      | Верхня межа, см | Навіска, мг | Розмір зерен |
| ------------- | --------------- | ----------- | ------------ |
| ГМТД          | 10              | 12          | 0,05         |
| Гримуча ртуть | 10,5            | 64          | 0,07         |
| Азид свинцю   | 36-40           | 25          | 0,05         |
| Тетразен      | 10              | 21          | 0,09         |

Нижня межа у ГМТД для вантажа в 500 г складає 8 см.

## Ініціююча здатність
Не втрачає ініціювання при пресуванні до 773 кг/см² і навіть до 3000 кг/см². Детонація ГМТД від променя полум'я вимагає наявності не менше 150 мг ГМТД, але при укладанні в мідний капсуль речовина здатна детонувати вже в кількості кількох мг при нагріванні капсуля променем вогню. Ініціююча здатність у кілька разів вища, ніж у гримучої ртуті та близька до азиду свинцю, і становить – 0,1 г для тротилу, 0,05 г для тетрилу та ТНФ (гримуча ртуть у цих умовах 0,26–0,21 г відповідно). Докладніша інформація представлена в таблиці нижче: 
| Вторинне ВВ              | ГМТД | Гримуча ртуть |
| ------------------------ | ---- | ------------- |
| ТНТ                      | 0,10 | 0,26          |
| ТНТ при p = 1.35 г/см³ * | 0,06 | -             |
| Пікринова кислота        | 0,06 | 0,21          |
| Тетрил                   | 0,06 | 0,24          |
| Пікрат аммонію           | 0,30 | 0,9           |
| Тетранітроанілін         | 0,05 | 0,20          |
| Пікрат гуанідина         | 0,15 | 0,30          |
| Тринітрорезорцин         | 0,10 | 0,20          |
| Гексил                   | 0,05 | -             |
| Тринітробензальдегід     | 0,10 | -             |

## Енергетичні характеристики
- Теплота утворення — 384,3 ккал/кг
- Ентальпія утворення — 413,7 ккал/кг
- Теплота вибуху — 3,29 МДж/кг
- Фугасність — 340 мл, 140 см³
- Бризантність (пісочна проба, заряд 0,5 г) 42,5 г, гримуча ртуть — 16,5 г, ЦТА — 44,2 г (детальніша інформація нижче в таблиці).

- Об'єм продуктів вибуху 1097 л/кг.

Нижче в таблиці представлена бризантність ГМТД по пісочній пробі — число (г) піску (з вихідних 200 г), роздроблених вибухом навішування ВР у сталевому циліндрі:
Бризантність по пісочній пробі
| Навіска (г) | ВВ   | ВВ            | ВВ            |
| ----------- | ---- | ------------- | ------------- |
| Навіска (г) | ГМТД | Гримуча ртуть | Ціануртріазид |
| 0,10        | 6,6  | —             | 4,8           |
| 0,50        | 42,5 | 16,5          | 44,2          |
| 1,00        | 86,7 | 36,6          | 78,6          |

Бризантність ГМТД не змінюється після 3-місячного зберігання в закритій посудині в сухій або вологій атмосфері навіть при 30 °С, хоча з'являється амінний (формаліновий) запах, що свідчить про розкладання.

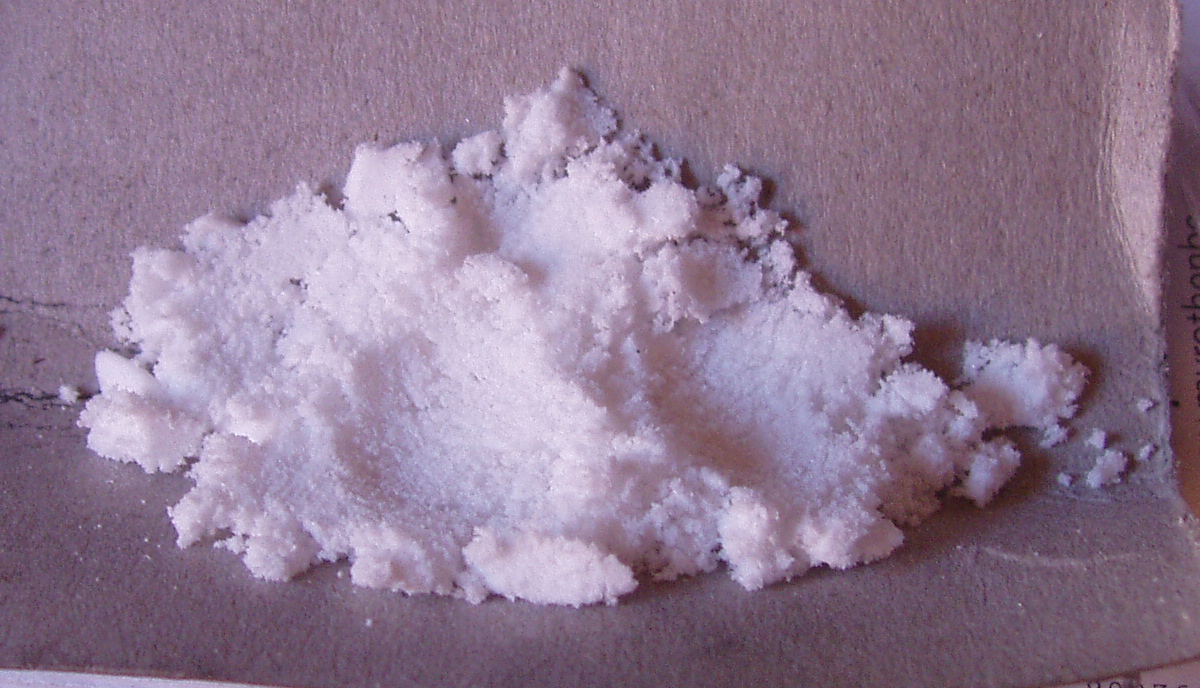
ГМТД в кучі

| Щільність | Швидкість детонації (м/сек) |
| --------- | --------------------------- |
| 0,88      | 4500-4511                   |
| 1,10      | 5100                        |

| Тиск, кгс/см² | Щільність, г/см3 |
| ------------- | ---------------- |
| 100           | 1,05             |
| 200           | 1,15             |
| 800           | 1,30             |

## Необережне застосування
ГМТД є поширеним джерелом травм серед хіміків-любителів. Найчастіша травма -  це ампутація пальців. Більшість цих ушкоджень спричинені невеликими кількостями ГМТД, які випадково детонують у безпосередній близькості від пальців, оскільки малі кількості (грами), як правило, недостатньо потужні, щоб відірвати вибухом пальці з відстані, що перевищує 5–10 см.
Через високу вибуховість даної речовини відомий випадок смерті людини за необережностю. Так, в 2009 році від необережного поводження із цією речовиною помер 25-річний студент Київського політехнічного університету. Молодий чоловік мав звичку занурювати гумку перед жуванням в лимонну кислоту, але в той роковий вечір переплутав ємності та занурив гумку в ГМТД. В результаті лице чоловіка було повністю розірване, а від вибуху він помер. Як стверджують родичі цієї особи, перед інцидентом він виготовив ГМТД.

## Синтез
ГМТД отримують завдяки взаємодієї уротропіну з розчинами пероксиду водню в присутності мінеральних або органічних кислот при охолодженні (реакція екзотермічна). Синтез є дуже небезпечним, вимагає чіткого дотримання інструкцій з техніки безпеки при роботі з вибуховими, їдкими та отруйними речовинами. Найбільший вихід (майже 100 %) виходить при використанні 30 % перекису (пергідролю) та льодяної оцтової кислоти. Відомі також методи отримання менш концентрованого перекису водню, формаліну і сульфату амонію. Домішка сірчаної кислоти значно знижує стійкість продукту. Кристали відфільтровують, віджимають і промивають багаторазово водою до нейтральної реакції, зберігають у прохолодному темному місці.
| Спосіб отримання                                               | Вихід ГМТД               |
| -------------------------------------------------------------- | ------------------------ |
| 30 % H₂O₂ + CH3COOH (льод.), 20 °С лишати на ніч               | Вихід кількісний (100 %) |
| 30 % H₂O₂ + лимона-та, 25-30 °С, витримка 17 год. при t° кімн. | Вихід 66-71 %            |
| 30 % H₂O₂ + HNO3 (p = 1.45) 15 °С                              | ---                      |

Отриманий продукт треба нейтралізувати і висушити. Опісля належить розділити його на шматочки 1-2 мм в розмірах, вагою до 3 грам і тримати шматочки окремо. Важливе правило поводження з ГМТД : основна кількість ГМТД має знаходити подалі від місця грануляції. 
Зберігати ГМТД бажано ретельно відмитим, просушеним і при мінімально можливій температурі (зберігання протягом 3-4 років при — 10-15 °С не призводило до помітного зниження бризантності).

## Використання
В основному використовується як ініціююча ВР для детонаторів у бомбах. Але, якщо не потрібна велика потужність (менше 100 г по ТНТ), то можна зробити самостійний заряд.
Подекуди застосовується в диверсійній роботі в російсько-українській війні. Зокрема, при підготовці теракту на аеродромі  в Умані, російський вчений-хімік Харионов використовував ГМТД як ініціюючу речовину для спроби підриву цистерн з паливом. Цей підрив спровокував би ланцюгову реакцію вибухів..
Незважаючи на те, що він більше не використовується у жодному військовому застосуванні, і незважаючи на свою чутливість до ударів, ГМТД залишається звичайною саморобною вибуховою речовиною та використовується у великій кількості терактів смертників та інших атак по всьому світу. Наприклад, це був один із компонентів вибухівки, призначеної для бомбардування міжнародного аеропорту Лос-Анджелеса    та вибухів у Нью-Йорку та Нью-Джерсі 2016 року, а також один із компоненти вибухівки намагалася виготовити неонацистська терористична організація Atomwaffen Division у США.